# Filicudi
Filicudi er en af de syv øer i øgruppen Æoliske øer, nord for Sicilien. Øen har et areal på 9,7 km² og har ca. 250 indbyggere. Øen er af vulkansk oprindelse, og det højeste punkt, Monte Fossa delle Felci, 774 m., er en udslukt vulkan. Øen har tre små byer, Filicudi Porto, Pecorini Mare og Valdichiesa. Byerne er forbundet med asfalterede veje og på resten af øen kan man komme rundt på stier, bl.a. til den nu forladte landsby, Zucco Grande. Der er på øen foretaget arkæologiske udgravninger, hvor der er fundet rester af en landsby fra perioden 1700-1300 f.Kr. På øen dyrkes der kapers og figner, og om sommeren er der desuden turisme.
Filicudi blev kendt i Italien i 1971, da den italienske stat besluttede at sende 15 mafiabosser i eksil på Filicudi. Beboerne gik til angreb på skibet med mafiabosserne, så det måtte returnere til Palermo. To dage senere sendte den italienske stat tre krigsskibe til Filicudi og satte 400 soldater og de 15 mafiabosser i land, men øboerne nægtede at forsyne dem med mad og vand. Til sidst opgav staten og sendte i stedet mafiabosserne til øen Linosa syd for Sicilien. Filicudi fik først elektricitet i 1989 som et af de sidste steder i Italien, og nogle mener, at når øen måtte vente så længe på elektricitet, var det en straf for øboernes opsætsighed i 1971.
Filicudi blev sammen med de øvrige øer i øgruppen Æoliske øer i år 2000 optaget på UNESCOs verdensarvsliste på grund af øernes enestående geologi og natur.